# Grigori Fedotov
Grigori Fedotov   (Noguinsk, 11 d'abril de 1916 (Julià) - Moscou, 8 de desembre de 1957) fou un futbolista rus de la dècada de 1930.
Pel que fa a clubs, defensà els colors de PFC CSKA Moscou.